# 遠くは近い
『遠くは近い』（とおくはちかい）は、yanokami（矢野顕子、レイ・ハラカミのユニット）2枚目のオリジナル・アルバム。2011年12月14日発売。発売元はヤマハミュージックコミュニケーションズ（規格品番：YCCW-10163）。
本項においては、同時に発売された本作のInstrumental・リミックス・アルバム『遠くは近い -reprise-』（規格品番：YCCW-10164）も記述する。

## 概要
矢野顕子がボーカル、ピアノを、レイ・ハラカミがシンセサイザー、バッキング・ボーカルを担当。制作途中でレイ・ハラカミが急逝したため、すでに完成していたトラックに、ハラカミが生前から親しく、矢野とも2011年のサマーソニックなどで共演していたタブラ奏者、U-zhaanと矢野による演奏を加えて発表された。ハラカミにとっては遺作となった。

## 収録曲
特記以外　全作詞・作曲：矢野顕子
1. Don’t Speculate
2. 曇り空
  - 作詞・作曲：荒井由実
  - 荒井由実の曲のカバー。原曲は『ひこうき雲』（1973年）収録。
3. See You Tomorrow（Instrumental）
4. Yes Yes Yes
  - 作詞・作曲：小田和正
  - オフコースの曲のカバー。原曲は『I LOVE YOU』（1982年）収録。
5. Don’t Speculate (rei_nuki U-zhaan_mori version)
  - U-zhaanと矢野による演奏。
6. Bamboo Music
  - 作詞・作曲：坂本龍一&David Sylvian
  - 坂本龍一&David Sylvianの曲のカバー。
7. yanokamintro（Instrumental）
  - 作曲：レイ・ハラカミ
8. 瞳を閉じて
  - 作詞・作曲：荒井由実
  - 荒井由実の曲のカバー。原曲は『MISSLIM』（1974年）収録。
9. Ruby Tuesday
  - 作詞・作曲：Mick Jagger&Keith Richard
  - The Rolling Stonesの曲のカバー。

## 遠くは近い -reprise-
前述「遠くは近い」から、レイ・ハラカミのトラックを基に、Instrumentalにリミックスしたアルバム。リミックスはサウンド・エンジニア、zAkが担当した。
1. yanokamintro
2. Don’t Speculate
3. 曇り空
4. Bamboo Music
5. Ruby Tuesday
6. Yes Yes Yes
7. 瞳を閉じて
8. See You Tomorrow